# Weißkirchen in Steiermark
Weißkirchen in Steiermark är en kommun i distriktet Murtal i förbundslandet Steiermark i Österrike.
Kommunen har 4 801 invånare (2024) och består av 21 orter (Ortschaften) (inom parentes invånarantal 1 januari 2024):

- Allersdorf (321)
- Baierdorf (340)
- Baumkirchen (32)
- Eppenstein (276)
- Fisching (200)
- Großfeistritz (135)
- Größenberg (38)
- Kathal (186)
- Kothgraben (35)
- Maria Buch (305)
- Murdorf (16)
- Mühldorf (120)
- Möbersdorf (348)
- Möbersdorfsiedlung (237)
- Pichling (228)
- Reisstraße (128)
- Schoberegg (289)
- Schwarzenbach am Größing (176)
- Thann (60)
- Weißkirchen in Steiermark (1 259)
- Wöllmerdorf (72)

Kommunen fick sin nuvarande form den 1 januari 2015 genom en sammanslagning av kommunerna Eppenstein, Maria Buch-Feistritz, Reisstraße och Weißkirchen in Steiermark.